# Тиротрицин
Тиротрицин  — природний поліпептидний антибіотик для місцевого застосування. Вироблення препарату передбачає використання продуктів життєдіяльності Bacillus brevis.

## Фармакологічні властивості
Тиротрицин — природний поліпептидний антибіотик для місцевого застосування. Препарат має бактерицидну або бактеріостатичну дію залежно від дози препарату. Механізмом дії препарату є вивільнення з бактеріальних клітин речовин, що містять фосфор та азот, які руйнують мембрани клітинної стінки бактерій. Тиротрицин активний переважно щодо грампозитивних бактерій: стафілококів; стрептококів, у тому числі пневмококів; Corynebacterium spp.; Enterococcus spp.; нейсерій;клостридій, а також деяких грамнегативних бактерій (Proteus spp., Pseudomonas spp.); грибків (у тому числі Candida spp.) та трихомонад. Даних за системну дію тиротроцину не виявлено, високі концентрації препарату виявляються в роговому шарі шкіри при нанесенні на інтактну поверхню, а також в рані та в ротовій порожнині (при місцевому застосуванні).

## Показання до застосування
Тиротрицин показаний при запальних захворюваннях глотки та порожнини рота (гінгівіти, стоматити, ґлосити, тонзиліти, фарингіти); для профілактики інфекцій перед хірургічним втручанням в порожнині рота; для лікування поверхневих ран шкіри з наявністю суперінфекції.

## Побічна дія
При застосуванні тиротрицину можливе виникнення місцевих алергічних реакцій.

## Протипокази
Тиротрицин протипоказаний при підвищеній чутливості до препарату, при наявності свіжих ран ротової порожнини та глотки, ерозивних та десквамативних змінах в порожнині рота та глотки. Обмежень у застосуванні при вагітності та годуванні грудьми немає.

## Форми випуску
Тиротрицин випускається у вигляді гелю для місцевого застосування по 1 г. Препарат входить до складу таблеток для розсмоктування в роті Трахісан (разом з лідокаїном та хлоргексидином).